# تپه رزین
تپه رزین مربوط به عصر آهن است و در شهرستان کرمانشاه، بخش مرکزی، دهستان پشت دربند، وسط روستای رزین واقع شده و این اثر در تاریخ ۱۵ دی ۱۳۸۷ با شمارهٔ ثبت ۲۴۱۳۴ به‌عنوان یکی از آثار ملی ایران به ثبت رسیده است.